# Oxyrhopus petolarius
Oxyrhopus petolarius är en ormart som beskrevs av Linnaeus 1758. Oxyrhopus petolarius ingår i släktet Oxyrhopus och familjen snokar.
Denna orm förekommer från södra Mexiko över Centralamerika och norra Sydamerika till Bolivia, nordöstra Paraguay och sydöstra Brasilien. Arten lever i låglandet och i bergstrakter upp till 2000 meter över havet. Habitatet varierar mellan fuktiga skogar, galleriskogar, trädgårdar och odlingsmark. Oxyrhopus petolarius jagar ödlor, groddjur och små däggdjur. Honor lägger ägg.
För beståndet är inga allvarliga hot kända. Några exemplar dödas när de missuppfattas som korallormar. IUCN listar arten som livskraftig (LC).

## Underarter
Arten delas in i följande underarter:
- O. p. digitalis
- O. p. petola
- O. p. sebae